# Lijepa večer, lijep dan
Lijepa večer, lijep dan (literalment en croat: «dia bonic, nit bonica») és una pel·lícula dramàtica croata del 2024 escrita i dirigida per Ivona Juka. És protagonitzada per Emir Hadžihafizbegović, Elmir Krivalić, Dado Ćosić, Slaven Došlo i Đorđe Galić. Va ser seleccionada com a entrada croata per al Millor Llargmetratge Internacional als Premis Oscar de 2024, però no va ser nominada. Va tenir un llançament limitat al Kino Forum el 9 de setembre de 2024..

## Argument
Quatre amics, Lovro, Nenad, Stevan i Ivan es van rebel·lar contra el règim nazi i es van unir al NOB. Setze anys després, són artistes reconeguts que se senten amb dret a criticar la societat per la qual van lluitar. Tot i que són veterans dignes del NOB, al partit no li agraden les pel·lícules que creen; i quan la seva sexualitat es torna sospitosa, el partit contracta l'agent Emir per sabotejar la seva feina.

## Repartiment
- Emir Hadžihafizbegović
- Elmir Krivalić
- Dado Ćosić
- Slaven Došlo
- Đorđe Galić
- Goran Grgić
- Asja Jovanovic
- Milica Mihajlovic
- Vedran Mlikota
- Enes Vejzovic
- Marko Braić
- Anja Šovagović
- Matija Prskalo